# Cavan (miasto)
Cavan (irl. An Cabhán) – miasto w hrabstwie o tej samej nazwie w Irlandii, w prowincji Ulster. Położone w północnej części kraju, blisko granicy z Irlandią Północną. Miasto jest położone przy trasie N3 łączącej Dublin z Enniskillen, Ballyshannon i Donegal. Znajduje się 100 km od Dublina i około 130 km od Belfastu.

## Historia
Pierwsze wzmianki pochodzą z końca XIII wieku, kiedy to rodzina szlachecka O'Reilly zbudowała tu zamek. Mniej więcej w tym samym czasie został tu założony klasztor franciszkański. W XIX wieku Cavan było ważnym ośrodkiem kolejowym. Lokalna stacja kolejowa została otwarta 8 lipca 1856 roku, 14 października 1957 została zamknięta dla przewozów pasażerskich zaś ostatecznie zamknięta 1 stycznia 1960 roku.

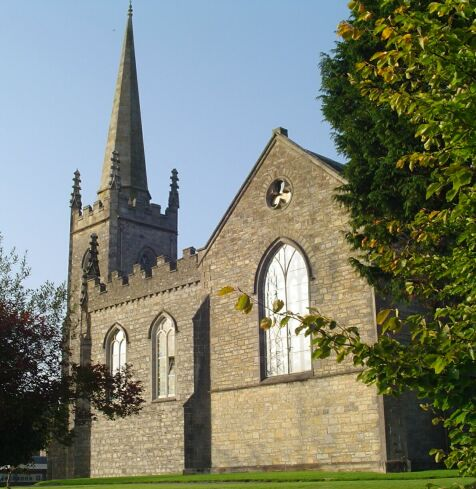
Kościół
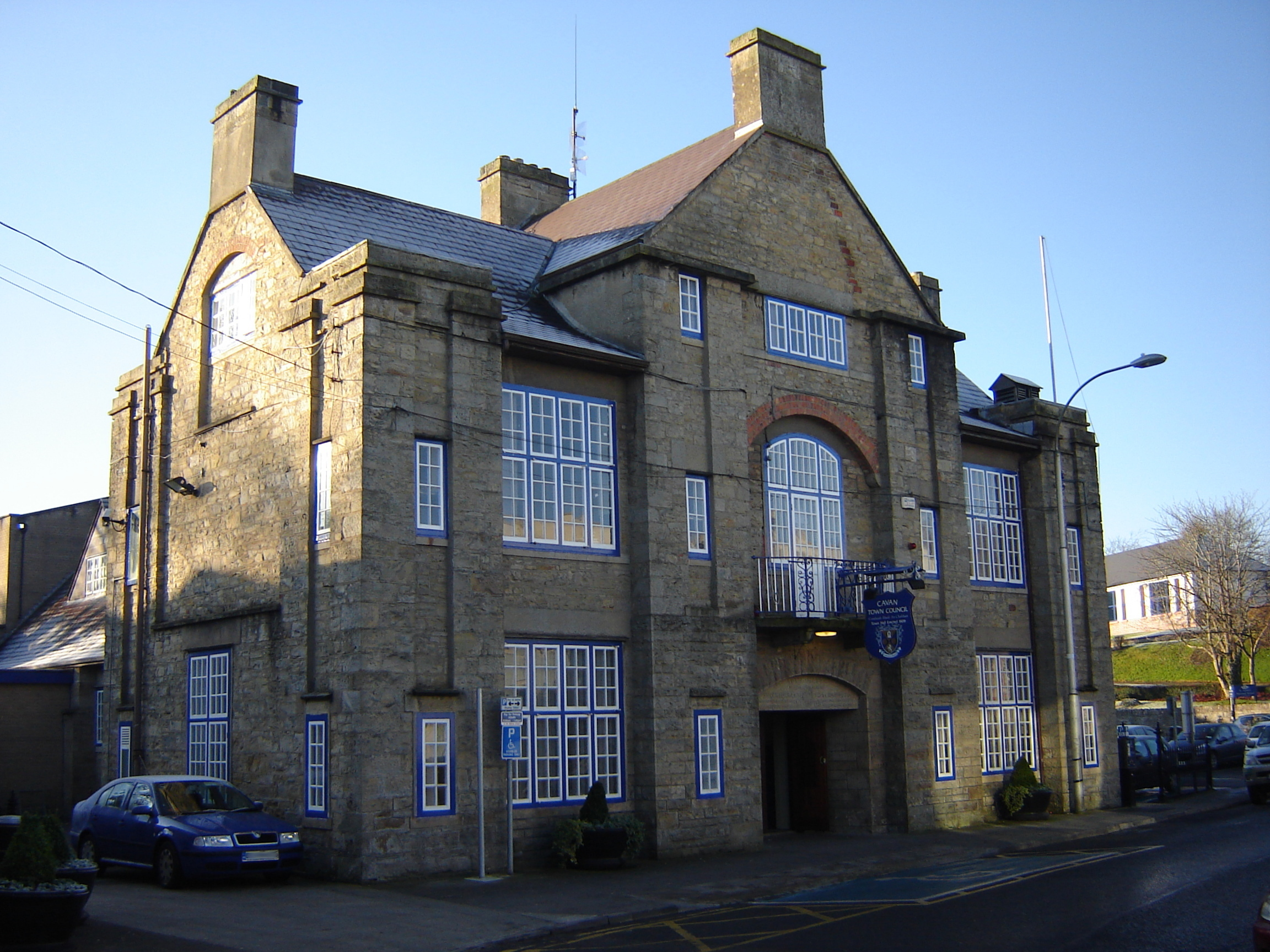
Siedziba władz miasta
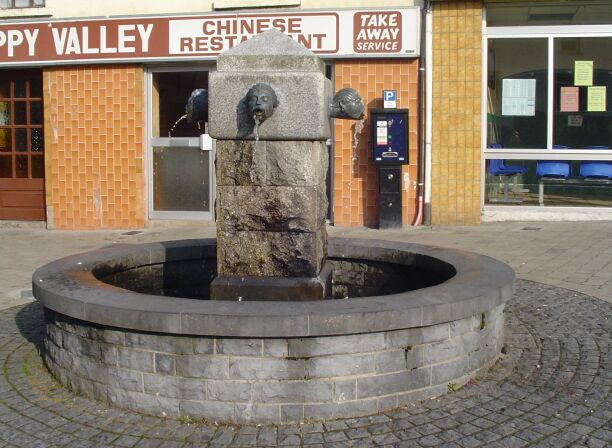
Fontanna
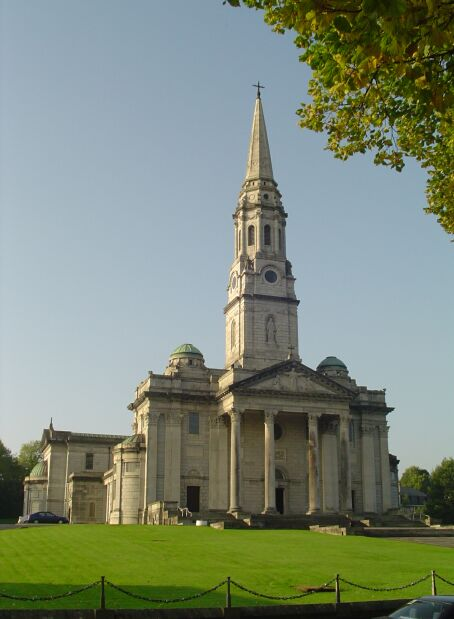
Katedra w Cavan